# Periscepsia
Periscepsia – rodzaj muchówek z rodziny rączycowatych (Tachinidae).

## Wybrane gatunki
- P. carbonaria (Panzer, 1798)
- P. delphinensis (Villeneuve, 1922)
- P. handlirschi (Brauer & von Bergenstamm, 1891)
- P. meyeri (Villeneuve, 1930)
- P. misella (Villeneuve, 1937)
- P. prunaria (Róndani, 1861)
- P. spathulata (Fallén, 1920)
- P. umbrinervis (Villeneuve, 1937)